# Daniele Martinelli
Daniele Martinelli (Torino, 27 febbraio 1982) è un ex calciatore italiano, di ruolo difensore.

## Carriera
Cresciuto nelle giovanili del Torino, debutta in prima squadra nel 2000, vestendo la maglia granata anche la stagione successiva, ma collezionando appena 3 presenze. Per fare esperienza viene quindi dirottato al Siena, in Serie B dove scende in campo in 11 occasioni nella formazione che conquistà la promozione in Serie A.
Rientrato al Torino, sempre in Serie B, ben si comporta giocando 24 incontri con un gol. Passa quindi alla Ternana dove con le sue 27 presenze contribuisce alla lotta della squadra umbra all'accesso ai play-off promozione.
Nell'estate del 2005 viene acquistato dal L.R. Vicenza, dietro la segnalazione di mister Camolese che lo aveva allenato ai tempi del Torino, scendendo in campo in 32 occasioni prima di venire bloccato da un infortunio nella parte finale della stagione.
Nella stagione 2006-2007 viene impiegato stabilmente nel ruolo di terzino destro, ruolo per lui inedito, scendendo in campo in 35 partite. Seguono convincenti prestazioni anche negli anni seguenti, nei quali, riuscendo a guidare la difesa vicentina con autorità ottiene il conferimento della fascia di capitano. Con più di 200 presenze all'attivo, è uno dei giocatori più rappresentativi della squadra vicentina.
Il 13 luglio 2013 lascia la squadra berica dopo nove stagioni passando in prestito al neopromosso Trapani; un anno più tardi, dopo il momentaneo rientro a Vicenza, la società siciliana conferma il difensore acquistandolo a titolo definitivo e facendogli firmare un contratto biennale. Il 15 luglio 2015 viene ceduto a titolo temporaneo in Lega Pro al Bassano Virtus.
Nel luglio 2017 a Coverciano si allena con altri giocatori svincolati e inizia il corso da allenatore UEFA B che consente di allenare in Serie D.

## Nazionale
Con la Nazionale italiana under-16 ha disputato i campionati europei del 1999.
Con la Nazionale italiana under-20 ha disputato il Quattro Nazioni e il Torneo di Tolone del 2002.

## Statistiche

### Presenze e reti nei club
| Stagione        | Squadra         | Campionato      | Campionato | Campionato | Coppe nazionali | Coppe nazionali | Coppe nazionali | Coppe continentali | Coppe continentali | Coppe continentali | Altre coppe | Altre coppe | Altre coppe | Totale | Totale |
| Stagione        | Squadra         | Comp            | Pres       | Reti       | Comp            | Pres            | Reti            | Comp               | Pres               | Reti               | Comp        | Pres        | Reti        | Pres   | Reti   |
| --------------- | --------------- | --------------- | ---------- | ---------- | --------------- | --------------- | --------------- | ------------------ | ------------------ | ------------------ | ----------- | ----------- | ----------- | ------ | ------ |
| 1998-1999       | Torino          | B               | 0          | 0          | CI              | 0               | 0               | -                  | -                  | -                  | -           | -           | -           | 0      | 0      |
| 1999-2000       | Torino          | A               | 0          | 0          | CI              | 0               | 0               | -                  | -                  | -                  | -           | -           | -           | 0      | 0      |
| 2000-2001       | Torino          | B               | 1          | 0          | CI              | 0               | 0               | -                  | -                  | -                  | -           | -           | -           | 1      | 0      |
| 2001-2002       | Torino          | A               | 2          | 0          | CI              | 1               | 1               | -                  | -                  | -                  | -           | -           | -           | 3      | 1      |
| 2002-2003       | Siena           | B               | 11         | 0          | CI              | 1               | 0               | -                  | -                  | -                  | -           | -           | -           | 12     | 0      |
| 2003-2004       | Torino          | B               | 25         | 1          | CI              | 1               | 0               | -                  | -                  | -                  | -           | -           | -           | 25     |        |
| Totale Torino   | Totale Torino   | Totale Torino   | 28         | 1          |                 | 3               | 1               |                    | -                  | -                  |             | -           | -           | 31     | 2      |
| 2004-2005       | Ternana         | B               | 27         | 0          | CI              | 2               | 0               | -                  | -                  | -                  | -           | -           | -           | 29     | 0      |
| 2005-2006       | L.R. Vicenza    | B               | 32         | 0          | CI              | 0               | 0               | -                  | -                  | -                  | -           | -           | -           | 32     | 0      |
| 2006-2007       | L.R. Vicenza    | B               | 35         | 0          | CI              | 1               | 0               | -                  | -                  | -                  | -           | -           | -           | 36     | 0      |
| 2007-2008       | L.R. Vicenza    | B               | 28         | 0          | CI              | 1               | 0               | -                  | -                  | -                  | -           | -           | -           | 29     | 0      |
| 2008-2009       | L.R. Vicenza    | B               | 26         | 0          | CI              | 2               | 0               | -                  | -                  | -                  | -           | -           | -           | 28     | 0      |
| 2009-2010       | L.R. Vicenza    | B               | 30         | 2          | CI              | 1               | 0               | -                  | -                  | -                  | -           | -           | -           | 31     | 2      |
| 2010-2011       | L.R. Vicenza    | B               | 40         | 2          | CI              | 3               | 0               | -                  | -                  | -                  | -           | -           | -           | 43     | 2      |
| 2011-2012       | L.R. Vicenza    | B               | 34+2       | 1          | CI              | 1               | 0               | -                  | -                  | -                  | -           | -           | -           | 37     | 1      |
| 2012-2013       | L.R. Vicenza    | B               | 25         | 1          | CI              | 3               | 2               | -                  | -                  | -                  | -           | -           | -           | 28     | 3      |
| Totale Vicenza  | Totale Vicenza  | Totale Vicenza  | 250+2      | 6          |                 | 12              | 2               |                    | -                  | -                  |             | -           | -           | 264    | 8      |
| 2013-2014       | Trapani         | B               | 19         | 0          | CI              | 3               | 0               | -                  | -                  | -                  | -           | -           | -           | 22     | 0      |
| 2014-2015       | Trapani         | B               | 14         | 0          | CI              | 0               | 0               | -                  | -                  | -                  | -           | -           | -           | 14     | 0      |
| Totale Trapani  | Totale Trapani  | Totale Trapani  | 33         | 0          |                 | 3               | 0               |                    | -                  | -                  |             | -           | -           | 36     | 0      |
| 2015-2016       | Bassano         | C               | 16         | 0          | CI+CI-C         | 2+1             | 0               | -                  | -                  | -                  | -           | -           | -           | 19     | 0      |
| Totale carriera | Totale carriera | Totale carriera | 364+2      | 7          |                 | 23              | 3               |                    | -                  | -                  |             | -           | -           | 389    | 10     |

## Palmarès

### Club
- Campionato italiano di Serie B: 2

Torino: 2000-2001
Siena: 2002-2003

### Nazionale
- Torneo Quattro Nazioni: 1

2001-2002